# ASB Classic 2006
L'ASB Classic 2006 è stato un torneo di tennis giocato sul cemento. È stata la 21ª edizione del ASB Classic, che fa parte della categoria Tier IV nell'ambito del WTA Tour 2006. Si è giocato al ASB Tennis Centre di Auckland in Nuova Zelanda, dal 2 gennaio all'8 gennaio 2006.

## Campionesse

### Singolare
Marion Bartoli ha battuto in finale  Vera Zvonarëva con il punteggio di 6–2, 6–2

### Doppio
Elena Lichovceva /  Vera Zvonarëva hanno battuto in finale  Émilie Loit /  Barbora Záhlavová con il punteggio di 6–3, 6–4